# Итобаал IV
Итобаал IV (Итто-баал, Этбаал; «близость Баала» или «Баал с ним»; финик. 𐤀𐤕𐤁𐤏𐤋, Ito-ba‘al) — царь Тира в последней трети VI века до н. э.

## Биография
Итобаал IV известен только по одной надписи, сохранившейся на малахитовом вотивном блюде. В ней тирский царь благодарил богов за спасение от неназванной угрозы городов Тир и Сидон. В тексте упоминается царь «Итобаал, сын Хирама», на основании чего было установлено, что Итобаал IV — сын и наследник царя Хирама III, скончавшегося между 533 и 531 годом до н. э. включительно. Согласно надписи, ещё при жизни своего отца Итобаал стал его соправителем.
О правлении Итабаала IV, которое датируется приблизительно последней третью VI века до н. э., почти ничего не известно. Предполагается, что в 525 году до н. э. финикийский флот (в том числе, и суда из Тира) участвовали в завоевании Египта персами. Также к тому времени, вероятно, относится и организация Камбисом II похода против Карфагена, отменённого из-за отказа финикийцев предоставить для этой экспедиции свои корабли. Причиной отказа стало нежелание тирцев воевать против потомков своих соотечественников.
Вероятно, правление Итобаала IV не продлилось дольше рубежа VI и V веков до н. э. Следующим известным из исторических источников царём Тира был Хирам IV, отец участника Греко-персидских войн Маттана III.